# Elopichthys bambusa
Elopichthys bambusa, engl. Yellowcheek Carp, Kanyu oder Predatory Carp, chin. 鳡鱼, rus. Желтощек Zheltoschek, ist ein großer räuberisch lebender Karpfenartiger, der in nur in Ostasien vorkommt.

## Verbreitung
Der Yellowcheek Carp kommt in großen Flüssen Ostchinas, Kantonchinas wie beispielsweise im Amur, Gelben Fluss oder Jangtsekiang vor. Außerdem findet man die Art in der Mandschurei und im südöstlichen Sibirien.
In Vietnam soll es Populationen von ihm geben, in Usbekistan wurde er eingeführt.

## Beschreibung
Der Yellowcheek Carp ist ein langgestreckter stromlinienförmiger Raubfisch mit silbrig bläulich grünlich, manchmal auch goldfarbenen iridierenden Flanken und einem auffallenden gelben Fleck unterhalb der Augen. Das Maul ist relativ groß und mit vielen kleinen Zähnen besetzt.
Die Fische können bis zwei Meter lang und 40 Kilogramm schwer werden, ein mit der Angel gefangener Yellowcheek Carp aus der Jiangxi-Provinz wog 42,5 Kilogramm, in China wurden Exemplare bis 70 Kilogramm kommerziell gefangen.
Bei Geschlechtsreife sind die Fische ca. 80 Zentimeter lang.

## Lebensweise
Der Yellowcheek Carp bevorzugt Gewässer der gemäßigten Klimazone mit Wassertemperaturen von 10 bis 20 °C und einen pH-Wert von 7,0 bis 7,5.
Yellowcheek Carps jagen bevorzugt unterhalb von Stromschnellen, an Flussmündungen, an Sandbänken und Übergängen von ruhiger zur schnelleren Strömung.
Die Ernährung des Yellowcheek Carp im Liang-Tze See der Provinz Hubei in Zentralchina wurde näher untersucht. Dabei wurde festgestellt, dass sich der Yellowcheek Carp auf ein ganz bestimmtes Beutefischspektrum eingestellt hat, häufigste Beutefischart war Erythroculter mongolicus. Man fand außerdem heraus, dass der Raubkarpfen keine Bedrohung für die typischen Nutzfischarten der chinesischen Teichwirtschaft darstellt.

## Systematik
Elopichthys bambusa ist die einzige Art der Gattung Elopichthys.
Leuciscus bambusa, Gymnognathus harmandi, und Nasus dahuricus sind Synonyme, die heute nicht mehr verwendet werden.

## Nutzung
Der Yellowcheek Carp dient als Speisefisch und beliebter Sportfisch bei Raubfischanglern. Sein Bestand gilt als bedroht.